# 竹岡駅
竹岡駅（たけおかえき）は、千葉県富津市萩生（はぎう）にある、東日本旅客鉄道（JR東日本）内房線の駅である。

## 歴史
開業当時、竹岡村の村域に位置していたため竹岡駅と名付けられたとされる。
- 1926年（大正15年）6月16日：鉄道省の仮停車場として開設[1]。
- 1930年（昭和5年）8月1日：駅に昇格[1]。
- 1962年（昭和37年）10月1日：貨物取扱廃止[2]。
- 1985年（昭和60年）3月1日：無人駅化[3]。
- 1987年（昭和62年）4月1日：国鉄分割民営化に伴い、東日本旅客鉄道（JR東日本）の駅となる[1]。
- 2007年（平成19年）2月：駅舎改築。
- 2009年（平成21年）3月14日：ICカード「Suica」の利用が可能となる[4]。東京近郊区間に組込まれる[4]。

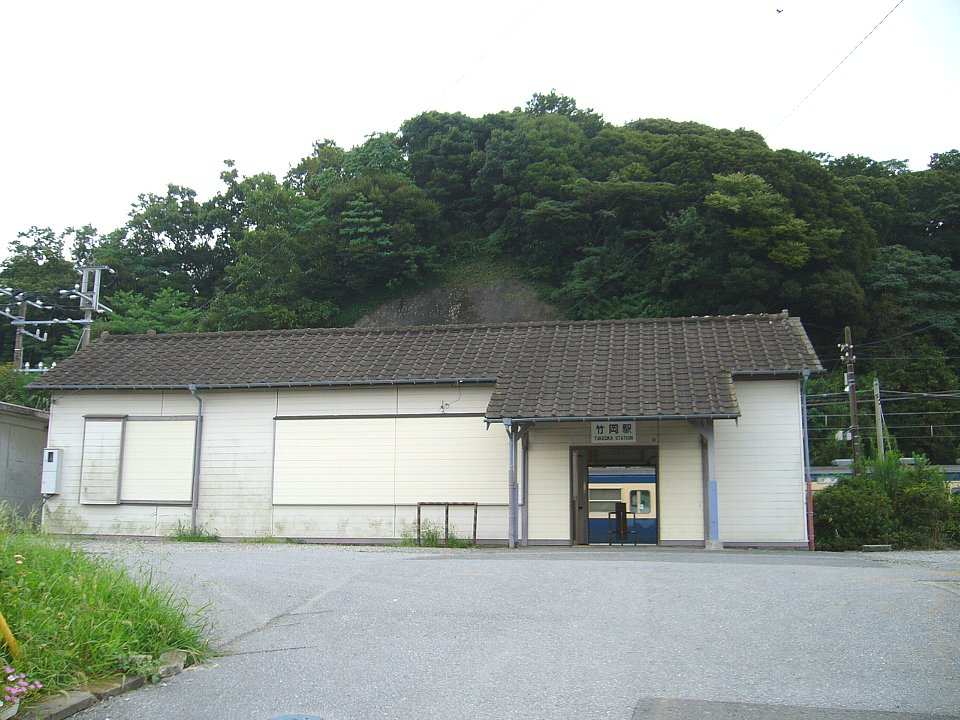
旧駅舎（2006年9月）

## 駅構造
相対式ホーム2面2線を有する地上駅である。ホームは嵩上げされていない。2つのホームは跨線橋で結ばれる。
長らく簡易委託駅だったが、現在は君津駅管理の無人駅となっている。乗車駅証明書発行機、簡易Suica改札機が設置されている。木造駅舎は2006年（平成18年）11月に解体され、2007年（平成19年）2月には新しい待合室が完成した。トイレは男女別水洗式。

### のりば
| 番線 | 路線    | 方向 | 行先                     |
| ---- | ------- | ---- | ------------------------ |
| 1    | ■内房線 | 上り | 木更津・千葉方面         |
| 2    | ■内房線 | 下り | 館山・千倉・安房鴨川方面 |

（出典：JR東日本:駅構内図）
- 信号設備上、1・2番線共に両方面からの到着及び出発が可能である。
- なお、当駅は他駅と異なり相対式ホームの無人駅であるため案内上の制限が多く、特急待避や異常時の際の折返しを行うことは無い。
- ホームは11両編成までに対応する。

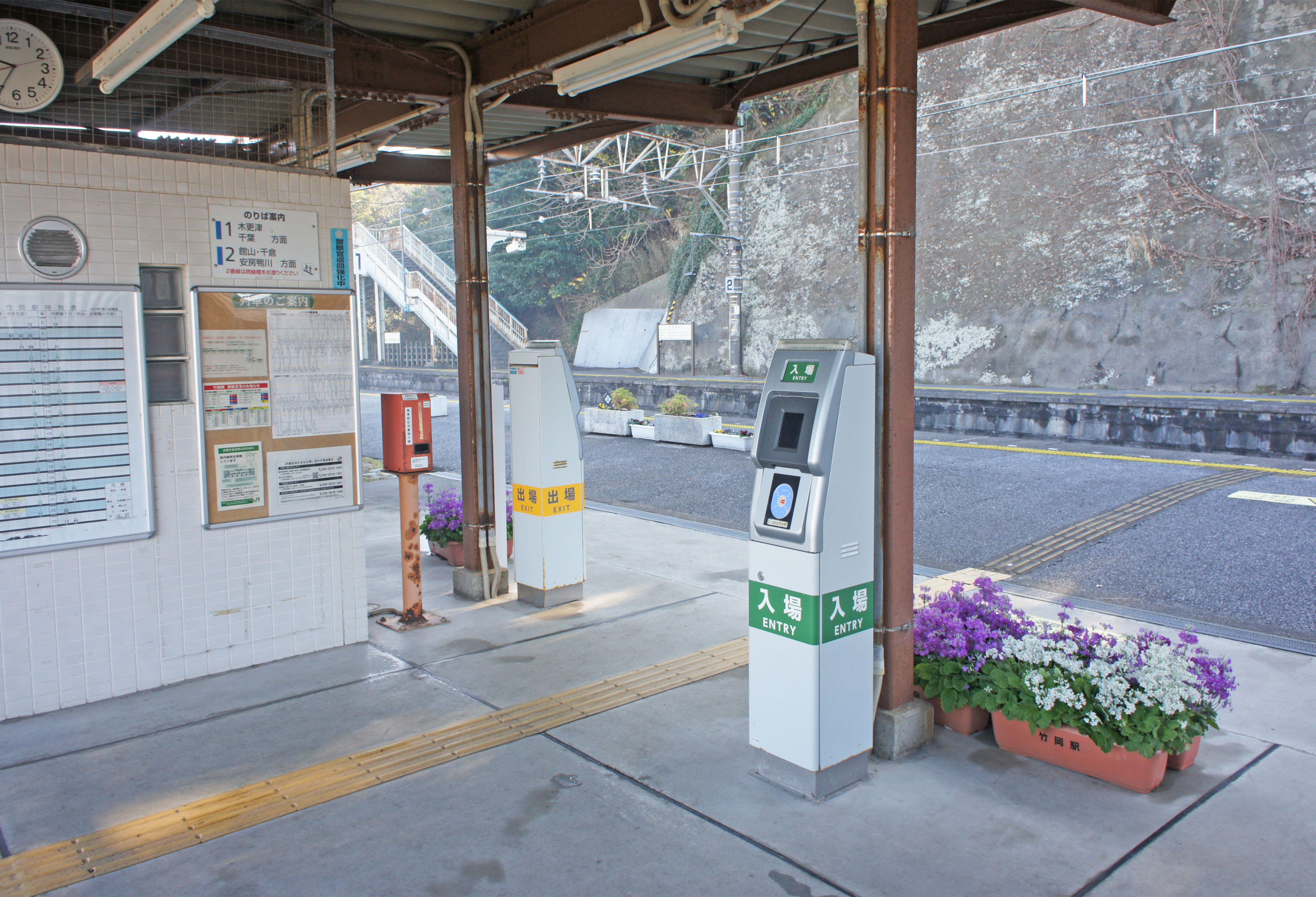
改札口（2022年2月）
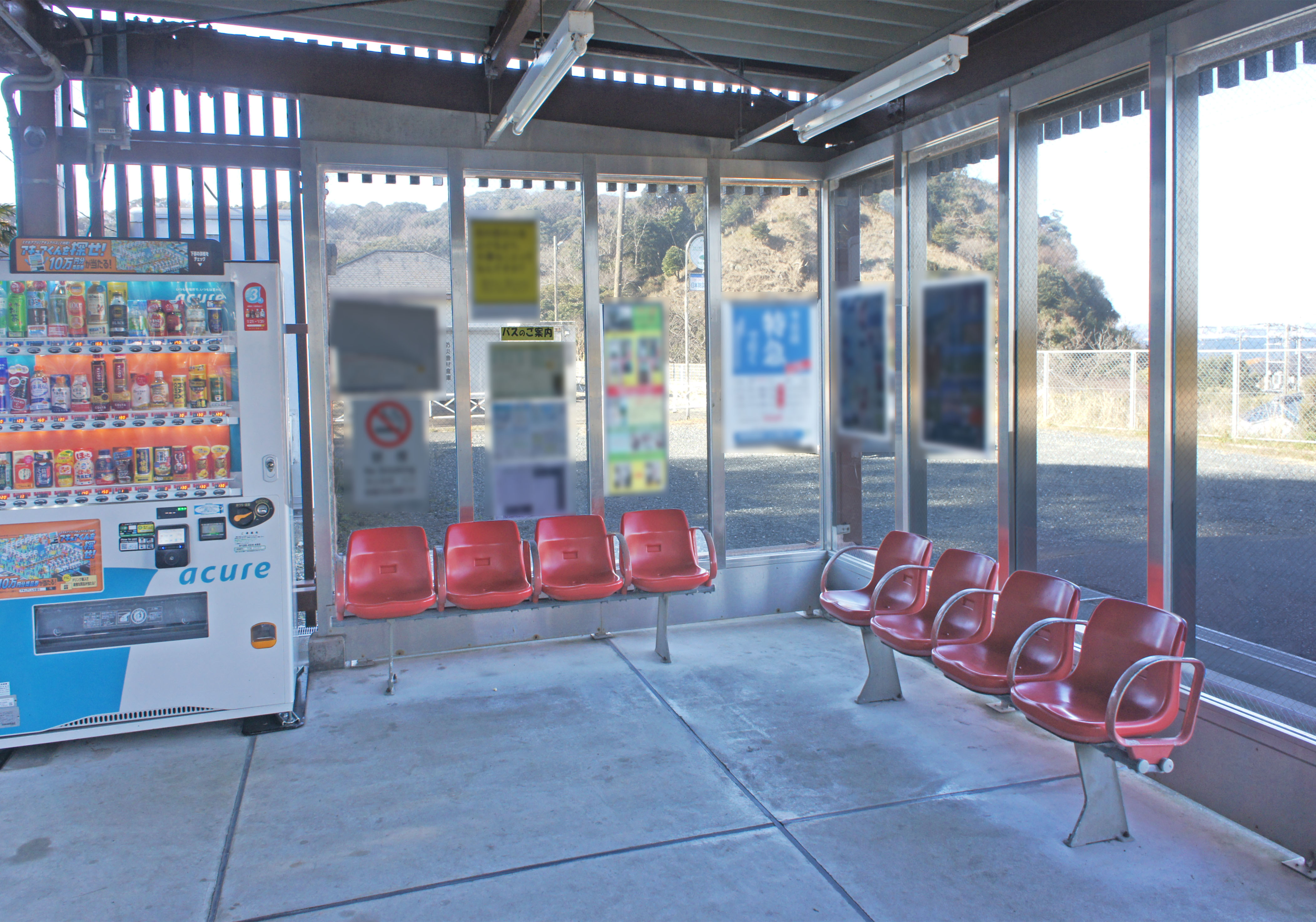
待合室（2022年2月）
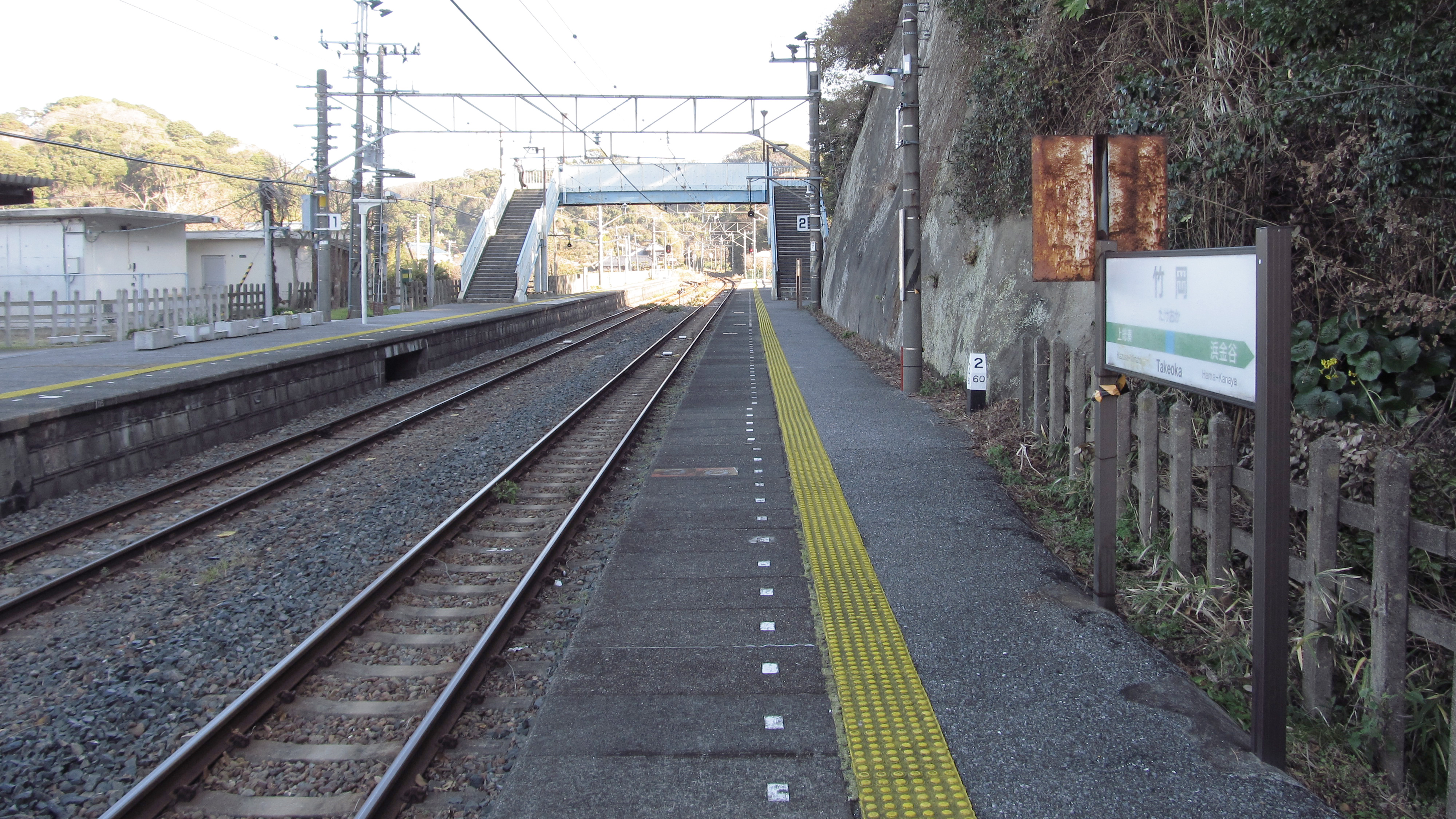
ホーム（2013年12月）

## 利用状況
2006年（平成18年）度の1日平均乗車人員は64人である。
千葉県統計年鑑によると、近年の1日平均乗車人員の推移は以下の通り。
| 年度               | 1日平均 乗車人員 | 出典     |
| ------------------ | ---------------- | -------- |
| 1990年（平成02年） | 228              | [ * 1 ]  |
| 1991年（平成03年） | 226              | [ * 2 ]  |
| 1992年（平成04年） | 216              | [ * 3 ]  |
| 1993年（平成05年） | 206              | [ * 4 ]  |
| 1994年（平成06年） | 201              | [ * 5 ]  |
| 1995年（平成07年） | 185              | [ * 6 ]  |
| 1996年（平成08年） | 188              | [ * 7 ]  |
| 1997年（平成09年） | 174              | [ * 8 ]  |
| 1998年（平成10年） | 166              | [ * 9 ]  |
| 1999年（平成11年） | 147              | [ * 10 ] |
| 2000年（平成12年） | 98               | [ * 11 ] |
| 2001年（平成13年） | 98               | [ * 12 ] |
| 2002年（平成14年） | 91               | [ * 13 ] |
| 2003年（平成15年） | 89               | [ * 14 ] |
| 2004年（平成16年） | 77               | [ * 15 ] |
| 2005年（平成17年） | 71               | [ * 16 ] |
| 2006年（平成18年） | 64               | [ * 17 ] |

## 駅周辺

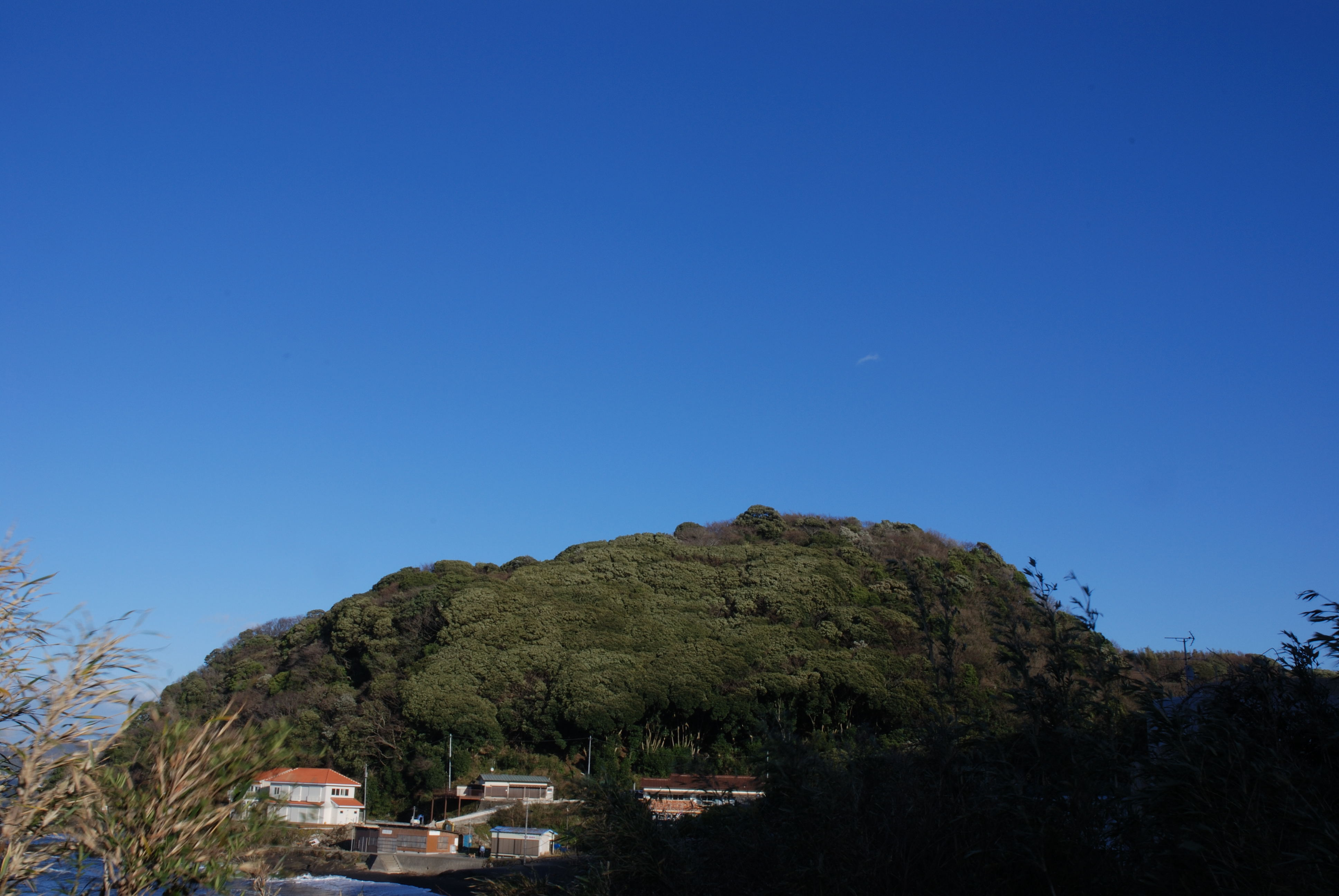
造海城跡の遠景

国道127号から山側に坂を上った場所に駅がある。竹岡ラーメンで有名な現在の富津市竹岡地区は、南西に徒歩約30分の場所に位置している。竹岡地区の中心部へは、上総湊駅の方が近い。
- 富津市立竹岡小学校
- 萩生海水浴場
- 津浜海水浴場
- ヒカリモ発生地（黄金井戸）
- 竹岡マリーナ
- 造海城跡
- 磯料理マルゴ

## バス路線
国道127号上の竹岡駅入口交差点付近（駅より徒歩約2分）に「竹岡駅前」停留所が設置されている。
- 日東交通
  - 竹岡線：上総湊駅行 / 高島別荘行 / 東京湾フェリー行

## その他
- 1995年（平成7年）夏シーズンの青春18きっぷのポスターで取上げられた。このポスターは大塚製薬のポカリスエットとのタイアップであり、モデルは当時ポカリスエットのコマーシャルに出演していた中山エミリであった。
- 2016年（平成28年）1月期にTBSほかで放送された深夜アニメ『だがしかし』の第4話と第11話に、竹岡駅をモデルとした駅舎『掛岡駅』が登場した。
- 2025年（令和7年）3月にSuicaのCM、『「たみちゃんの上京」篇』で登場した。

## 隣の駅
東日本旅客鉄道（JR東日本）
■内房線
上総湊駅 - 竹岡駅 - 浜金谷駅

### 記事本文

### 利用状況
1. ↑  千葉県統計年鑑 - 千葉県
2. ↑  富津市統計書 - 富津市

千葉県統計年鑑
1. ↑  千葉県統計年鑑（平成3年）
2. ↑  千葉県統計年鑑（平成4年）
3. ↑  千葉県統計年鑑（平成5年）
4. ↑  千葉県統計年鑑（平成6年）
5. ↑  千葉県統計年鑑（平成7年）
6. ↑  千葉県統計年鑑（平成8年）
7. ↑  千葉県統計年鑑（平成9年）
8. ↑  千葉県統計年鑑（平成10年）
9. ↑  千葉県統計年鑑（平成11年）
10. ↑  千葉県統計年鑑（平成12年）
11. ↑  千葉県統計年鑑（平成13年）
12. ↑  千葉県統計年鑑（平成14年）
13. ↑  千葉県統計年鑑（平成15年）
14. ↑  千葉県統計年鑑（平成16年）
15. ↑  千葉県統計年鑑（平成17年）
16. ↑  千葉県統計年鑑（平成18年）
17. ↑  千葉県統計年鑑（平成19年）